# Quận Teller, Colorado
Quận Teller là một quận thuộc tiểu bang Colorado, Hoa Kỳ.
Quận này được đặt tên theo Henry M. Teller. Theo điều tra dân số của Cục điều tra dân số Hoa Kỳ năm 2010, quận có dân số 23350 người. Quận lỵ đóng ở Cripple Creek.

## Địa lý
Theo Cục điều tra dân số Hoa Kỳ, quận có diện tích 1450 km2, trong đó có 4,9 km2 là diện tích mặt nước.